# Rizo de Oro
Rizo de Oro es una localidad del estado mexicano de Chiapas. Es parte del municipio de La Concordia.

## Demografía
| Gráfica de evolución demográfica |
|                                  |

| Censo | Población |
| ----- | --------- |
| 1970  | 968       |
| 1980  | 847       |
| 1990  | 1 273     |
| 2000  | 1 275     |
| 2010  | 1 434     |
| 2020  | 1 656     |